# ウノフク
株式会社ウノフク（英: UNOFUKU & Co., Ltd.）は兵庫県豊岡市に本社を置く各種かばんの製造・販売を行う企業である。古くからあった柳行李をルーツとする豊岡市に存在する老舗企業の一つ。現在は、ナショナルブランドを中心とした企画製造販売とOEMやODMを請け負う。

## 保有ブランド一覧
- UNO/UNOFUKU
- BAGGEX
- LEGEND
- BUSITOOL
- CHARMISS
- lily for all （lily with、lily at、lily by）
- 鸛帆布

## 沿革
- 1921年 卯野福吉が「宇野福吉商店（個人）」としてかばんの旅行具卸売業を創業
- 1955年 株式会社に改組
- 1985年 株式会社ウノフクに商号変更
- 1993年 配送センター完成
- 1996年 グッドデザイン賞中小企業庁長官特別賞受賞（デザイナーは黒川雅之）[1]
- 1997年 香港に現地法人設立
- 1998年 ビジネスバッグブランドBAGGEXの販売開始
- 2012年 イタリアミラノのバッグショーMIPELに於いて受賞（デザイナーは由利佳一郎）[2]
- 2013年 東京オフィスを開設
- 2014年 豊岡まちづくり株式会社のメンバーとしてグッドデザイン賞受賞[3]
- 2017年 フランス人デザイナーJerome Vadonによりコーポレートアイデンティティ変更
- 2018年 フラッグシップブランドUNO/UNOFUKUの販売を北米とヨーロッパにて開始
- 2019年 女子大生が持ちたいかばんを形にした大学生協業ブランド「Ms.lily」販売開始
- 2022年 銀座に直営店「4U by unofuku」をオープン。

## 表彰・褒章・受賞
- 勲五等瑞宝章受章（1999年　2代目卯野健次郎）
- グッドデザイン賞（1996年、2014年）
- MIPEL IMAGE AND COMMUNICATION（2012年）

## 事業所
- 本社 兵庫県豊岡市梶原328番地
- 東京オフィス 東京都台東区浅草橋1丁目18番9号 山上ビル4F
- 香港オフィス 香港特別行政区将軍澳